# Desa Pasirjaya (administrativ by i Indonesien, lat -6,73, long 106,77)
Desa Pasirjaya är en administrativ by i Indonesien.   Den ligger i provinsen Jawa Barat, i den västra delen av landet, 60 km söder om huvudstaden Jakarta.